# バリー・シャープレス
カール・バリー・シャープレス（Karl Barry Sharpless、1941年4月28日 - ）は、アメリカ合衆国の化学者。不斉合成、クリックケミストリーの業績により知られ、ノーベル化学賞を2回受賞している。
2001年、「キラル触媒による不斉合成の研究」によりウィリアム・ノールズ、野依良治の2名と共に、1度目のノーベル化学賞を受賞した。
2022年、「クリックケミストリーと生体直交化学の開発」によりキャロライン・ベルトッツィ、モーテン・P・メルダルの2名と共に、2度目のノーベル化学賞を受賞した。
シャープレスは、マリー・キュリー、ジョン・バーディーン、ライナス・ポーリング、フレデリック・サンガーと並んでノーベル賞を2回受賞した5人目の人物であり、同じ分野で2回受賞した3人目の人物である。

## 略歴
アメリカ合衆国ペンシルベニア州フィラデルフィアに生まれた。子供時代は、ニュージャージー州のマナスクアン川沿いにある家族の別荘で夏を過ごした。シャープレスはここで釣りへの愛を育み、大学時代の夏は漁船の仕事に費やし、生涯を通じて釣りを続けることになる。
1959年、Friends' Central Schoolを卒業し、ダートマス大学で進学、1963年に同大学にて学士（教養）を取得した。シャープレスは当初、学部卒業後に医学部に進学する予定だったが、教授に化学の教育を続けるよう説得されたため、化学の道を選んだ。その後1968年にはスタンフォード大学で、Eugene van Tamelenの指導のもと、有機化学の博士号を取得した。
以降、1968年～1969年はJames P. Collmanと共にスタンフォード大学でポスドクとして有機金属化学の研究に取り組み、1969年～1970年はハーバード大学に移りコンラート・ブロッホの研究室で、酵素学の研究に取り組んだ。
シャープレスはマサチューセッツ工科大学（1970年～1977年、1980年～1990年）とスタンフォード大学（1977年～1980年）の教授を務めた。スタンフォード大学では、マイマイガなどの蛾の性フェロモンである(+)-disparlureの作成に用いられるシャープレス酸化を発見した。
現在シャープレスは、クリックケミストリーという水中で穏やかな条件で起こる選択的な発熱反応に力を注いでいる。その中でも最も成功している反応としては、アジドとアルキンの [3+2] 環化反応による 1,2,3-トリアゾールの合成が挙げられる。
現在はマサチューセッツ工科大学、スタンフォード大学の教授である。またスクリプス研究所においてW. M. ケック財団の化学系教授も併任している。2010年には九州大学より栄誉教授を授与された。

## 私生活
シャープレスは、1965年にJan Dueserと結婚し、3人の子供がいる。 彼は 1970 年に MIT に助教授として着任した直後、当時実験室の大学院生が扱っていたNMR管が爆発し、ガラス片が飛び散り片目を失明した。この事故の後、シャープレス は、「実験室においては、常時安全メガネを着用しない正当な理由など存在しない（there's simply never an adequate excuse for not wearing safety glasses in the laboratory at all times）」と強調した。

## 主な受賞歴
- 1988年：プレローグ・メダル
- 1988年：化学パイオニア賞
- 1989年：レムセン賞
- 1991年：シェーレ賞
- 1992年：アーサー・C・コープ賞
- 1993年：テトラヘドロン賞
- 1993年：センテナリー賞
- 1995年：キング・ファイサル国際賞科学部門
- 1997年：ロジャー・アダムス賞
- 1998年：ハーヴェイ賞
- 2000年：キラリティーメダル（イタリア化学会）
- 2001年：ベンジャミン・フランクリン・メダル
- 2001年：ウルフ賞化学部門
- 2001年：ノーベル化学賞
- 2006年：ウィリアム・H・ニコルズ賞
- 2013年：トムソン・ロイター引用栄誉賞「モジュール式クリックケミストリーの発展」（この時点で2度目のノーベル賞受賞が予測されていた）
- 2014年：F・A・コットン・メダル
- 2019年：プリーストリー賞
- 2022年：ノーベル化学賞（2回目）
- 2023年：アメリカ化学者協会ゴールドメダル